# Paul Emile Leboulengé
Paul Emile Leboulengé (* 11. März 1832 in Mesnil-Église, Provinz Namur; † 1901) war ein belgischer Stabsoffizier und Erfinder.
Leboulengé ist bekannt durch seine Erfindungen auf dem Gebiet der Ballistik. In allen zeitgenössischen Artillerien wurde sein Chronograph (Chronoskop) eingeführt. Auch konstruierte er einen akustischen Entfernungsmesser.

## Veröffentlichungen
- Étude de balistique expérimentale. Brüssel 1868.
- Description et emploi du chronographe Le Boulengé. Brüssel 1869.
- Télémètre de combat. Brüssel 1874.
- Télémètre de fusil.

| Personendaten    | Personendaten                         |
| ---------------- | ------------------------------------- |
| NAME             | Leboulengé, Paul Emile                |
| KURZBESCHREIBUNG | belgischer Stabsoffizier und Erfinder |
| GEBURTSDATUM     | 11. März 1832                         |
| GEBURTSORT       | Mesnil-Église, Provinz Namur          |
| STERBEDATUM      | 1901                                  |